# Mendelssohn-Remise

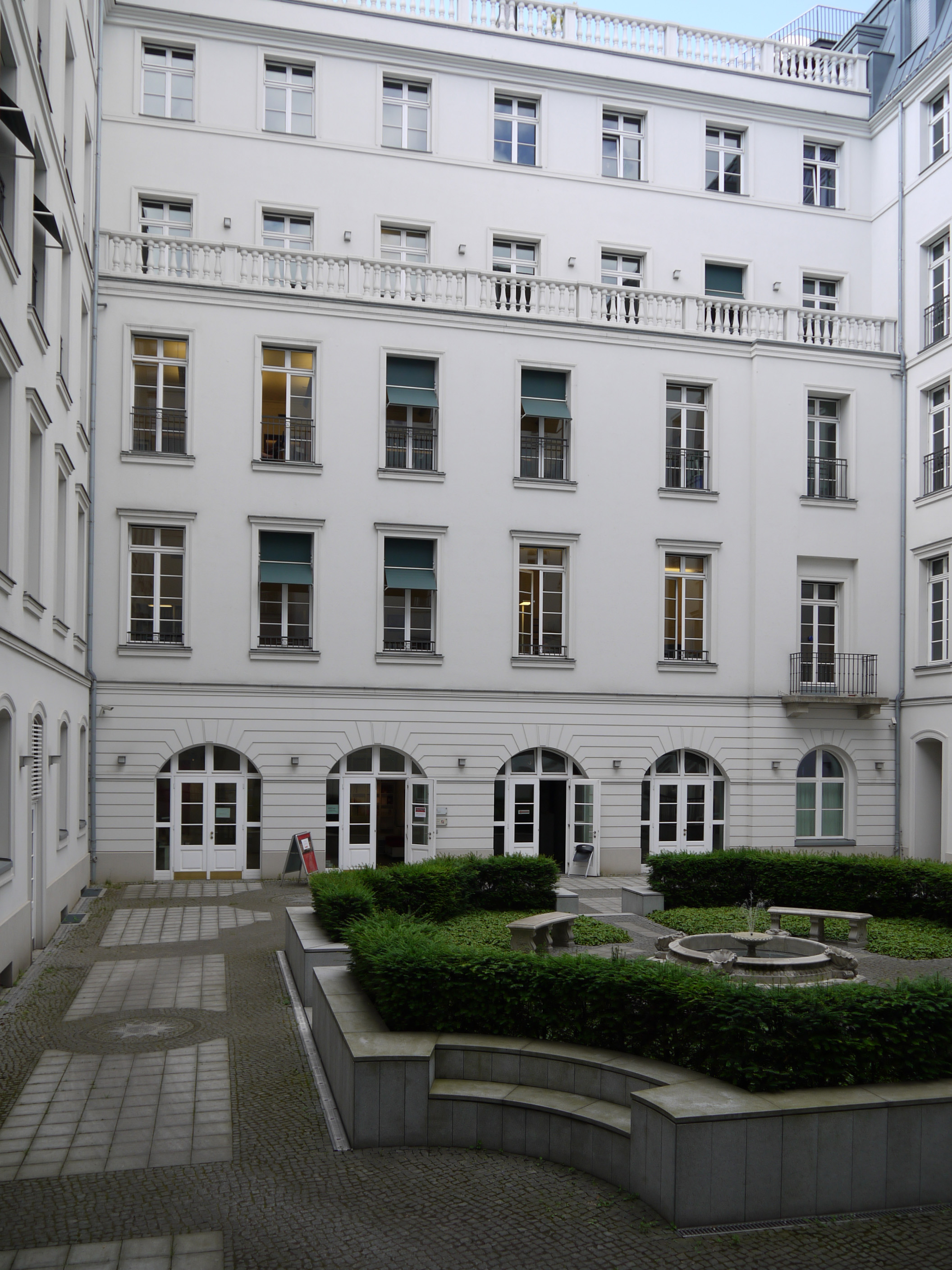
Eingang zur Mendelssohn-Remise vom Innenhof in der Jägerstraße 51

Die Mendelssohn-Remise ist eine ehemalige Remise der Mendelssohn-Familie in der Jägerstraße im Berliner Ortsteil Mitte, die heute eine Dauerausstellung über die Mendelssohn-Familie beherbergt und für Veranstaltungen verwendet wird.

## Geschichte
Im Jahr 1890 wurde von dem seit 1815 ansässigen Bankhaus Mendelssohn auf dem Grundstück in der Jägerstraße 51 eine Kassenhalle mit Ziegelgewölbe und Granitsäulen errichtet, die bald darauf zu einer Kutschremise für den Fuhrpark der Familie umgebaut wurde. Die Immobilie wurde schon 1839 durch das Familienmitglied Joseph Mendelssohn erworben und diente auch zum Wohnen.
Nach der Liquidierung der Bank durch die Nationalsozialisten 1938 musste die Liegenschaft 1939 an das Reichsfinanzministerium verkauft werden. Der Architekt Max Taut baute das Gebäude im Mai 1948 grundlegend um, damit es von der DEFA und durch die Hauptverwaltung Film genutzt werden konnte, In der DDR-Zeit wurde die Remise auch als Garage und Autowerkstatt genutzt und das ursprünglich dreigeschossige Gebäude wurde um zwei Etagen aufgestockt. Nach der Wende wurde das Gebäude 1989 restauriert, 1998 an die Erben der Mendelssohn-Familie zurückgegeben und ging danach in das Eigentum der Berliner Ärzteversorgung über. 2004 wurde die in ihrer originalen Bausubstanz wiederhergestellte Mendelssohn-Remise im Rahmen der 18. Jüdischen Kulturtage der Öffentlichkeit gezeigt.
Im März 2015 wurden die Bronzebüsten von Fanny Hensel und Felix Mendelssohn Bartholdy der Künstlerin Lore Plietzsch vor der Remise aufgestellt.

## Nutzung

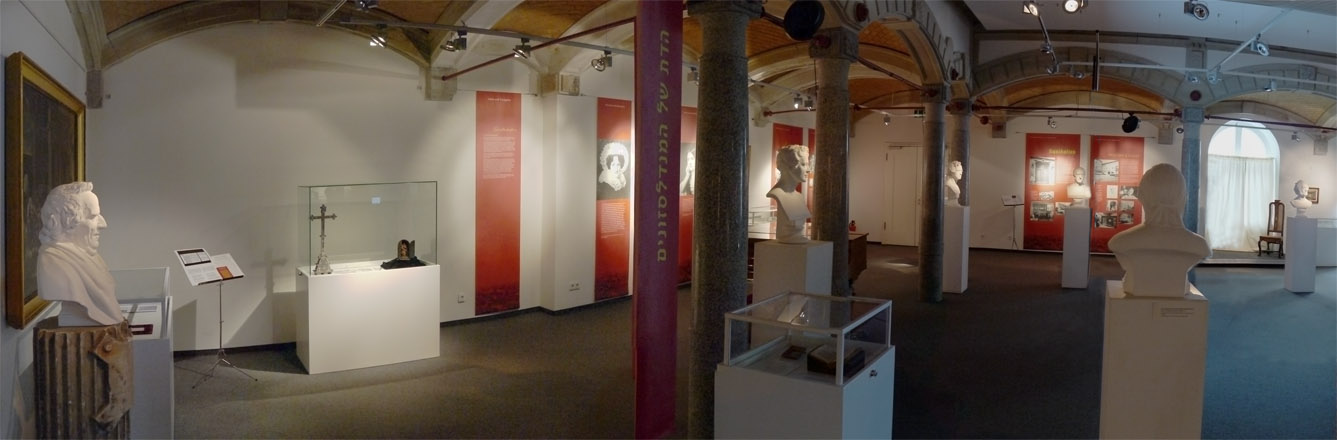
Panorama im Ausstellungsraum der Mendelssohn-Remise

Heute wird die Mendelssohn-Remise von der Mendelssohn-Gesellschaft getragen, und es wird dort die Dauerausstellung „Die Mendelssohns in der Jägerstraße“ mit einem Exkurs mit dem Titel „Die Religion der Mendelssohns“ gezeigt. Diese Ausstellung thematisiert die Geschichte der Bank und der Bankiers. Darüber hinaus gibt es weitere Ausstellungen und kulturelle Veranstaltungen in der Tradition und im Geiste der Familie Mendelssohn.
Die Geschwister-Mendelssohn-Medaille wird in der Mendelssohn-Remise jedes Jahr vom Chorverband Berlin und der Mendelssohn-Gesellschaft an die Preisträger überreicht.
Seit September 2013 gibt es eine Zusammenarbeit des MendelssohnKammerChores Berlin mit der Mendelssohn-Gesellschaft, bei der es in der Mendelssohn-Remise unter anderem Erstaufführungen von Kompositionen aus der Mendelssohn-Familie geben wird.

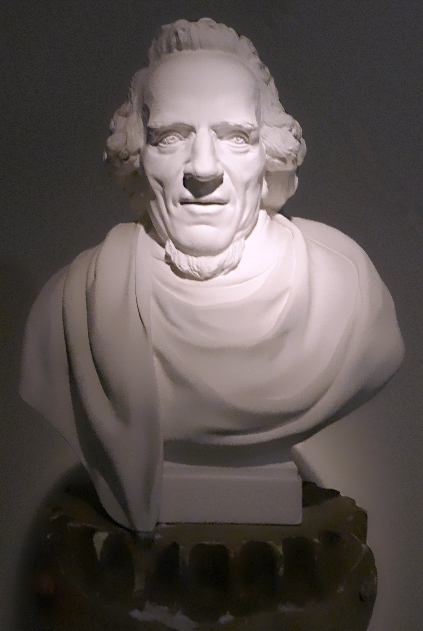
Gipsbüste von Moses Mendelssohn in der Mendelssohn-Remise
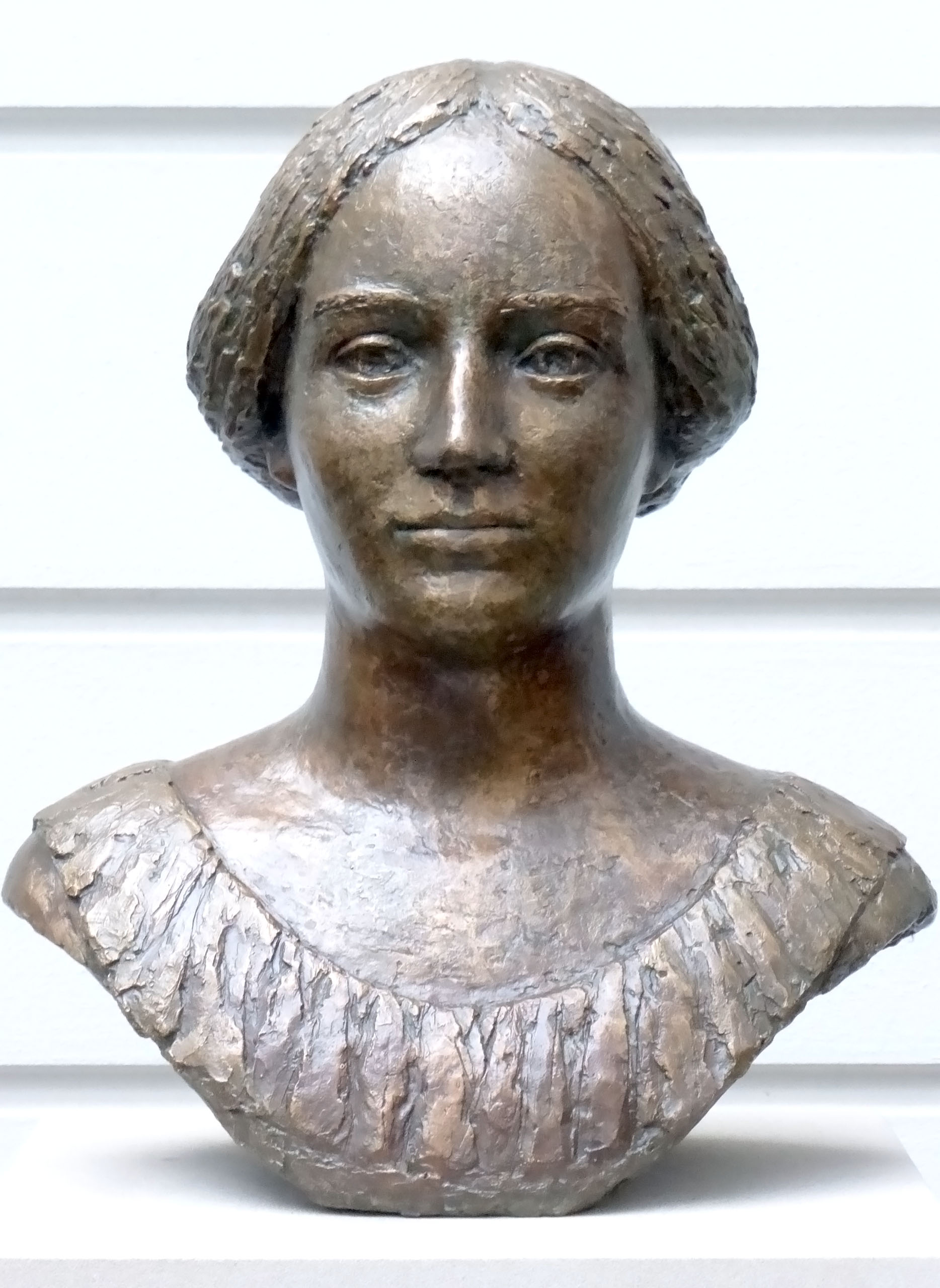
Bronzebüste von Fanny Hensel vor der Mendelssohn-Remise
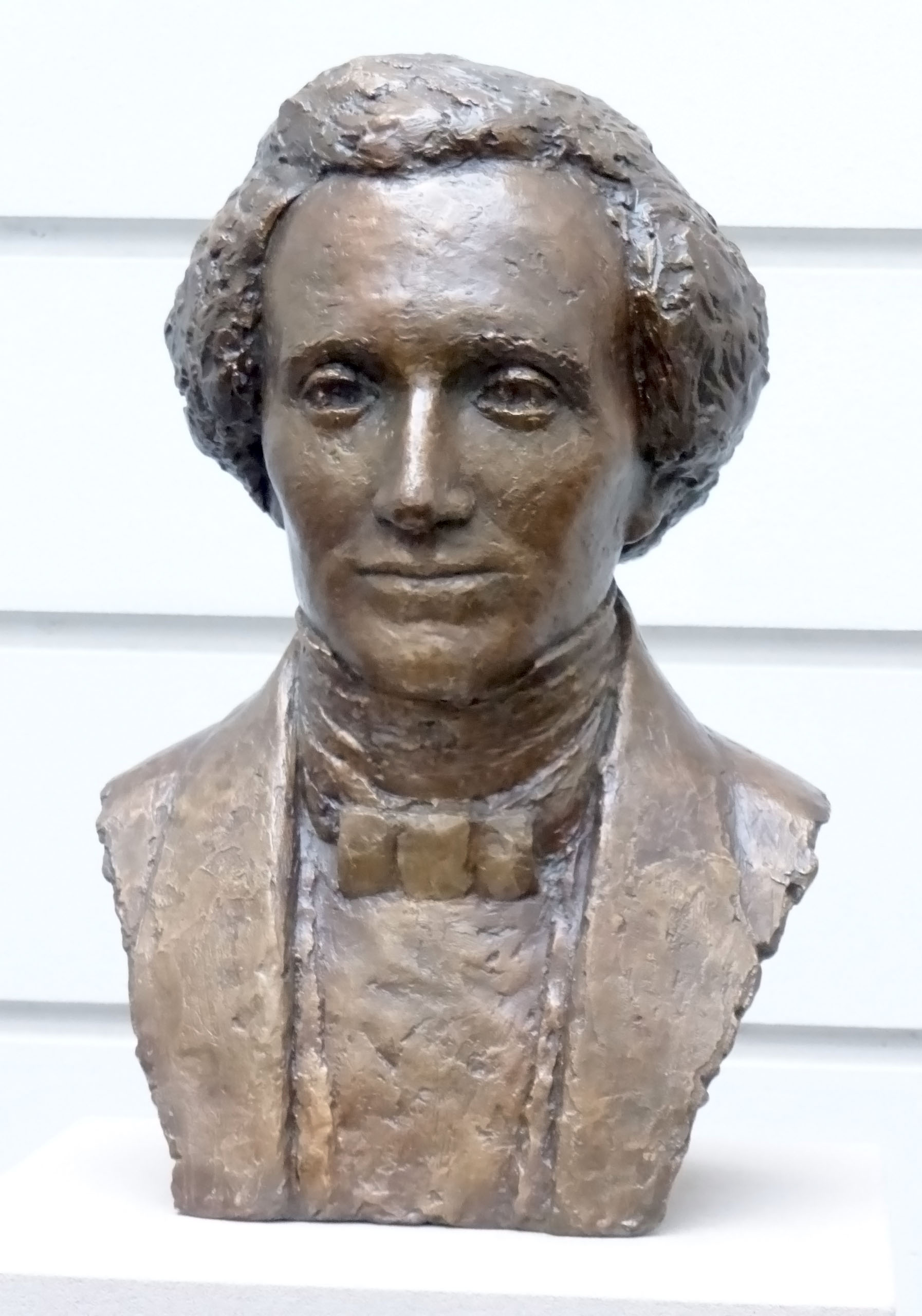
Bronzebüste von Felix Mendelssohn Bartholdy vor der Mendelssohn-Remise